# کاسابونا
کاسابونا (به ایتالیایی: Casabona) یک کومونه در ایتالیا است که در استان کروتون واقع شده‌است. کاسابونا ۶۸ کیلومتر مربع مساحت و ۳٬۹۹۸ نفر جمعیت دارد و ۳۰۴ متر بالاتر از سطح دریا واقع شده‌است.